# Giuseppe Gola

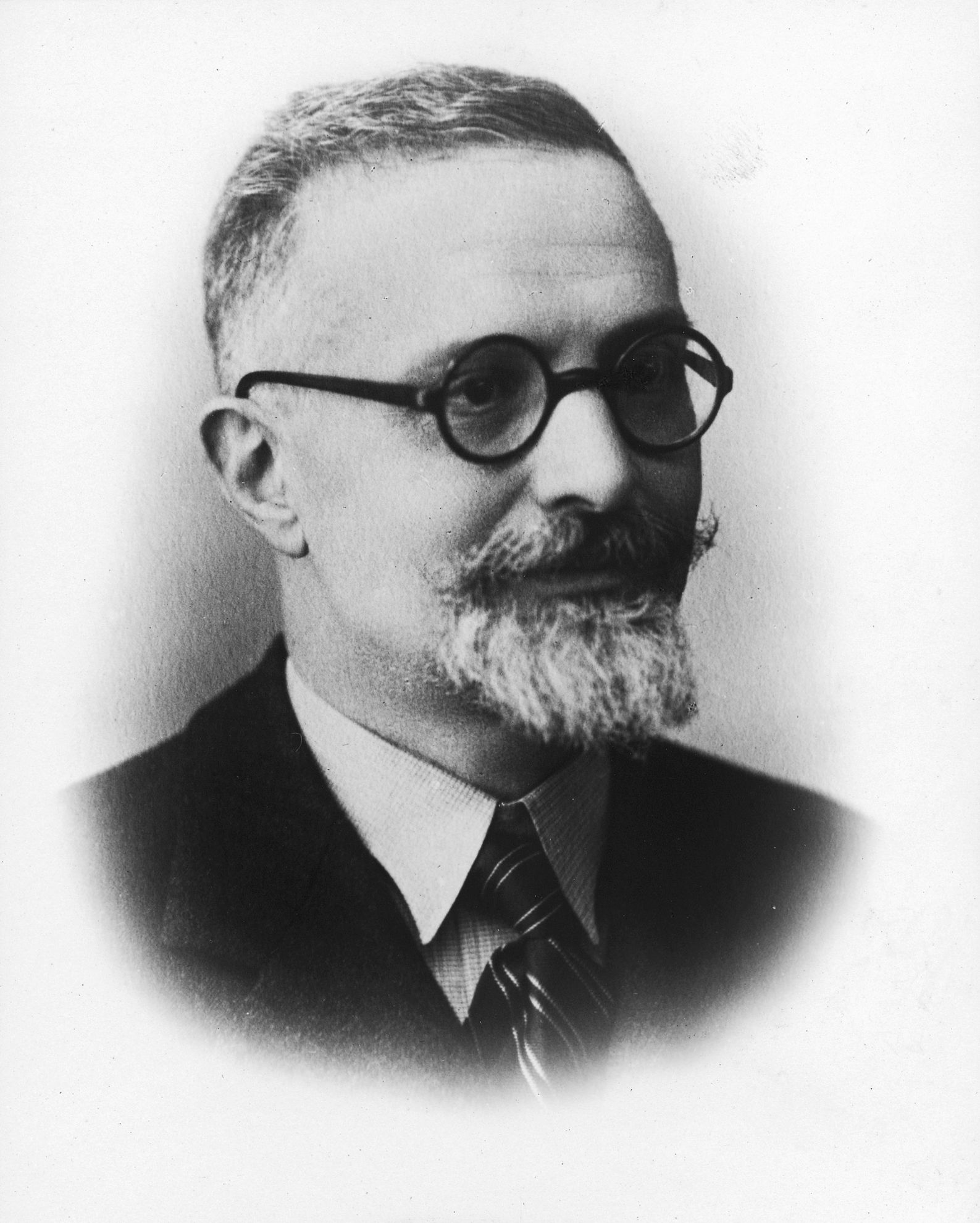
Hoogleraar Giuseppe Gola

Giuseppe Gola (Novara, 26 februari 1877 – Padua, 25 juli 1956) was een Italiaans hoogleraar plantkunde. Hij bekleedde de leerstoel botanica aan de universiteit van Cagliari (1920-1922) en aan de Universiteit van Padua (1922-1951). Hij was rector magnificus (1943-1944) in Padua tijdens de Tweede Wereldoorlog.

## Levensloop
Gola groeide op in Novara in Piëmont, in het koninkrijk Italië. Hij studeerde af als medicus aan de Universiteit van Turijn in 1900 en vervolgens als natuurwetenschapper in 1902. Zijn interesse ging hierbij naar botanica, meer bepaald de toen jonge disciplines van fysiologie en biochemie van planten. Hij was onderzoeksassistent aan de universiteit van Turijn tot 1920. Deze periode werd onderbroken door de Eerste Wereldoorlog: Gola was werkzaam als militair arts in het militair ziekenhuis van Ancona. Hij was directeur van het ziekenhuislaboratorium van bacteriologie.
In 1920 verhuisde hij naar Cagliari op Sardinië. Hij bekleedde de leerstoel botanica aan de Universiteit van Cagliari.
In 1922 vestigde Gola zich definitief in Padua, waar hij benoemd werd tot hoogleraar botanica. Van 1922 tot 1947 was hij directeur van de Orto botanico di Padova. Gola publiceerde in diverse domeinen van plantfysiologie en -biochemie. Zo bestudeerde hij osmose en transport van nutriënten, synthese van glycosiden, celademhaling in cytochromen alsook oxidoreductiereacties en de rol van zwavelverbindingen hierin. Zijn aandacht ging dan ook onmiddellijk uit naar glutathion in 1929, het jaar waarin glutathion werd geïdentificeerd als een zwavelverbinding met een rol in celmetabolisme.
Tijdens reizen in Italië, de Canarische Eilanden en Ethiopië startte hij onderzoek naar fytogeografie.
Zijn bekendste werk is Trattato di Botanica, een handboek dat hij samen schreef met Giovanni Negri (1877-1960) van de Universiteit van Florence.
Aan de Universiteit van Padua bekleedde Gola bestuursfuncties. Hij was decaan van de faculteit wetenschappen van 1940 tot 1943 en rector magnificus van 1943-1944. Over deze moeilijke periode schreef hij later een boek Il mio rettorato (1945). Het koninkrijk Italië had plaats gemaakt voor de republiek. Gola was lid van verschillende wetenschappelijke genootschappen: de Accademia nazionale delle scienze, de Pauselijke Academie voor Wetenschappen, de Istituto veneto di scienze, lettere ed arti en de Accademia dei Lincei om enkele te noemen. In 1951 ging professor Gola met emeritaat.